# Joseph McGrath (Regisseur)
Joseph McGrath auch Joe McGrath (* 1930 in Glasgow, Schottland) ist ein britischer Filmregisseur, Drehbuchautor und Filmproduzent. Er inszenierte über 30 Filme, darunter Kinoproduktionen wie Casino Royale, Trau keinem über 30, Hausfreunde sind auch Menschen oder Magic Christian.

## Leben und Werk
Der 1930 in Glasgow geborene Joseph McGrath war über 20 Jahre in der Filmindustrie tätig. Nach seinem Studium in den späten 1940er und frühen 1950er Jahren an der Glasgow School of Art, begann er seine Karriere in den 1960er Jahren als Regisseur und Produzent für das Fernsehen, unter anderem für die Comedy-Sketch-Show It's a Square World oder die Comedy-Serie Not Only... But Also mit Peter Cook und Dudley Moore. Nachdem er 1965 einige Videokurzfilme für die populäre Musikgruppe The Beatles inszeniert hatte, wandte sich McGrath als Komödienspezialist auch dem Kinoformat zu.
Als Regisseur war er 1967 einer von den fünf Regisseuren, neben John Huston, Ken Hughes, Val Guest und Robert Parrish die an der legendären Ian Fleming James Bond Parodie Casino Royale mit David Niven, Peter Sellers und Woody Allen mitwirkten. Ein Jahr später 1968 inszenierte McGrath die romantische Komödie Trau keinem über 30 mit seinem Freund Dudley Moore in der Hauptrolle. Zusammen hatten die beiden auch das Drehbuch für den Film verfasst. Noch im selben Jahr verfilmte er mit Shirley MacLaine und Richard Attenborough die Komödie Hausfreunde sind auch Menschen. 1969 folgte unter seiner Regie dann die Komödie Magic Christian mit Peter Sellers, Ringo Starr und Isabel Jeans in den Hauptrollen. 1973 drehte er die Familienkomödie Digby – Der größte Hund der Welt mit dem Komiker Jim Dale in der Hauptrolle. 1975 entstand unter seiner Regie mit Spike Milligan, Peter Sellers und Julia Foster die biografische Komödie The Great McGonagall des Dichters William Topaz McGonagall. Ein Jahr später inszenierte er die Komödie I'm Not Feeling Myself Tonight in der Besetzung Barry Andrews, James Booth und Sally Faulkner. 1977 drehte er mit John Cleese und Ron Moody den Film Sherlock Holmes oder Der sonderbare Fall vom Ende der Zivilisation wie sie uns bekannt ist. Im Jahre 1980 entstand mit der Komödie Rising Damp in der Besetzung Leonard Rossiter, Frances de la Tour und Don Warrington sein letzter Kinofilm. Mit der 1984 noch für das Fernsehen gedrehten Produktion Nachtzug ins Grauen mit Eric Morecambe, Ernie Wise und Margaret Courtenay in den Hauptrollen verabschiedete er sich dann endgültig in den Ruhestand.

## Auszeichnungen
Evening Standard British Film Awards
- 1981: Auszeichnung mit dem Evening Standard British Film Award in der Kategorie Best Comedy für den Film Rising Damp

## Filmografie (Auswahl)

### Kino
- 1967: Casino Royale
- 1968: Trau keinem über 30 (30 Is a Dangerous Age, Cynthia)
- 1968: Hausfreunde sind auch Menschen (The Bliss of Mrs. Blossom)
- 1969: Magic Christian (The Magic Christian)
- 1973: Digby – Der größte Hund der Welt (Digby: The Biggest Dog in the World)
- 1975: The Great McGonagall
- 1976: I'm Not Feeling Myself Tonight
- 1977: Sherlock Holmes oder Der sonderbare Fall vom Ende der Zivilisation wie sie uns bekannt ist (The Strange Case of the End of Civilization as We Know It)
- 1980: Rising Damp

### Fernsehen
- 1963: It's a Square World (Fernsehserie, 8 Episoden)
- 1965: Not Only... But Also  (Fernsehserie, 7 Episoden)
- 1975: Tom und die Themse (Fernsehserie, 6 Episoden)
- 1978: The Losers (Fernsehserie, 6 Episoden)
- 1984: Nachtzug ins Grauen (Night Train to Murder / Fernsehfilm)